# 3-cloro-2-(clorometil)-1-propeno
El 3-cloro-2-(clorometil)-1-propeno es un compuesto orgánico de fórmula molecular C4H6Cl2. Es un haloalqueno de cuatro carbonos cuya estructura se puede considerar derivada del etileno pero con dos grupos clorometilo (-CH2Cl) unidos a uno de los carbonos.
Por ello recibe también el nombre de 1,1-bis(clorometil)etileno, además de dicloruro de metalilo y 1,3-dicloro-2-metilenpropano.

## Propiedades físicas y químicas
A temperatura ambiente, el 3-cloro-2-(clorometil)-1-propeno es un líquido de color amarillo pálido cuyo punto de ebullición es 138 °C y su punto de fusión -14 °C.
Posee una densidad superior a la del agua, ρ = 1,080 g/cm³, y en estado gaseoso es 4,31 veces más denso que el aire.
El valor del logaritmo de su coeficiente de reparto, logP ≃ 2,29, indica que es más soluble en disolventes apolares que en disolventes polares como el agua.
Es incompatible con agentes oxidantes fuertes.

## Síntesis
El 3-cloro-2-(clorometil)-1-propeno se prepara añadiendo cloruro de tionilo a una mezcla de 2-metilenpropano-1,3-diol, piridina seca y diclorometano seco. La mezcla de reacción se calienta a reflujo y se agita durante 3 horas. La disolución así obtenida se neutraliza con bicarbonato de sodio sólido y luego se extrae con éter dietílico. El rendimiento de producto es del 32%.
Otra vía de síntesis comienza por la cloración de pentaeritritol con cloruro de tionilo y piridina, dando lugar a una mezcla de tricloruro (3-cloro-2,2-bis(clorometil)-1-propanol) y tetracloruro (tetracloruro de pentaeritritilo).  Dicha mezcla se oxida con ácido nítrico caliente. Con ello, el 3-cloro-2,2-bis(clorometil)-1-propanol se transforma en el ácido carboxílico, cuyo calentamiento a 210 °C proporciona 3-cloro-2-(clorometil)-1-propeno con rendimiento casi cuantitativo.

## Usos
El 3-cloro-2-(clorometil)-1-propeno se ha empleado para la alquilación de hidrazinas. Estas reacciones se llevan a cabo con bases fuertes en disolventes orgánicos, como por ejemplo hidróxido de sodio en dimetilformamida o HMPA. Dichas reacciones son compatibles con diversos grupos funcionales y sirven para la construcción de arquitecturas moleculares complejas.
De forma similar, se ha usado para alilación de compuestos de carbonilo, reacción mediada por indio en agua que proporciona productos de dialilación. Este mismo método se puede aplicar a la síntesis de derivados de ciclopentano.
Otra aplicación de este cloroalqueno es en la elaboración de azetidinas por reacción con anilina, carbonato de sodio y etanol a 60 °C.
El 3-cloro-2-(clorometil)-1-propeno se emplea para sintetizar 3,3'-alilditioéteres para monómeros en polímeros fotoplásticos. En este caso la reacción es con 3-mercapto-mercaptometil-1-propeno en metanol.
De forma análoga interviene en la elaboración de agentes antivirales, específicamente inhibidores del virus de la hepatitis C.

## Precauciones
El 3-cloro-2-(clorometil)-1-propeno es un compuesto combustible que tiene su punto de inflamabilidad a 36 °C. Su contacto provoca irritación en piel y ojos.